# Capi di governo della Slovenia
I capi di governo della Slovenia dal 1918 sono i seguenti.

## Lista

### Regno dei Serbi, Croati e Sloveni  (1918-1919)
Presidenti del Governo
- Josip Pogačnik

### Repubblica Socialista di Slovenia (1945-1990)
Presidenti del Governo (1946-1953)
| Presidente          | Mandato | Mandato |
| Presidente          | Dal     | Al      |
| ------------------- | ------- | ------- |
| Boris Kidrič (1946) | 1946    | 1946    |
| Miha Marinko        | 1946    | 1953    |

Presidenti del Consiglio esecutivo dell'Assemblea popolare (1953-1990)
| Presidente      | Mandato | Mandato |
| Presidente      | Dal     | Al      |
| Miha Marinko    | 1953    | 1953    |
| Boris Kraigher  | 1953    | 1962    |
| Viktor Avbelj   | 1962    | 1965    |
| Janko Smole     | 1965    | 1967    |
| Stane Kavčič    | 1967    | 1972    |
| Andrej Marinc   | 1972    | 1978    |
| Anton Vratuša   | 1978    | 1980    |
| Janez Zemljarič | 1980    | 1984    |
| Dušan Šinigoj   | 1984    | 1990    |

### Repubblica Slovena
Presidenti del Governo
| Presidente     | Presidente   | Presidente      | Partito                                       | Elezioni                                | Governo          | Mandato           | Mandato           | Presidenti  |
| Presidente     | Presidente   | Presidente      | Partito                                       | Elezioni                                | Governo          | Inizio            | Fine              | Presidenti  |
| -------------- | ------------ | --------------- | --------------------------------------------- | --------------------------------------- | ---------------- | ----------------- | ----------------- | ----------- |
|                |              | Lojze Peterle   | Democratici Cristiani Sloveni                 | 1990                                    | Peterle          | 16 maggio 1990    | 14 maggio 1992    | Milan Kučan |
|                |              | Janez Drnovšek  | Democrazia Liberale di Slovenia               | 1990                                    | Drnovšek I       | 14 maggio 1992    | 25 gennaio 1993   | Milan Kučan |
| 1992           | Drnovšek II  | Janez Drnovšek  | Democrazia Liberale di Slovenia               | 25 gennaio 1993                         | 27 febbraio 1997 |                   |                   | Milan Kučan |
| 1996           | Drnovšek III | Janez Drnovšek  | Democrazia Liberale di Slovenia               | 27 febbraio 1997                        | 7 giugno 2000    |                   |                   | Milan Kučan |
| 1996           |              |                 | Andrej Bajuk                                  | Partito Popolare Sloveno/Nuova Slovenia | Bajuk            | 7 giugno 2000     | 30 novembre 2000  | Milan Kučan |
|                |              | Janez Drnovšek  | Democrazia Liberale di Slovenia               | 2000                                    | Drnovšek IV      | 30 novembre 2000  | 19 dicembre 2002  | Milan Kučan |
|                |              | Anton Rop       | Democrazia Liberale di Slovenia               | 2000                                    | Rop              | 19 dicembre 2002  | 3 dicembre 2004   | Milan Kučan |
| Janez Drnovšek |              | Anton Rop       | Democrazia Liberale di Slovenia               | 2000                                    | Rop              | 19 dicembre 2002  | 3 dicembre 2004   |             |
|                |              | Janez Janša     | Partito Democratico Sloveno                   | 2004                                    | Janša I          | 3 dicembre 2004   | 21 novembre 2008  |             |
| Danilo Türk    |              | Janez Janša     | Partito Democratico Sloveno                   | 2004                                    | Janša I          | 3 dicembre 2004   | 21 novembre 2008  |             |
|                |              | Borut Pahor     | Socialdemocratici                             | 2008                                    | Pahor            | 21 novembre 2008  | 10 febbraio 2012  |             |
|                |              | Janez Janša     | Partito Democratico Sloveno                   | 2011                                    | Janša II         | 10 febbraio 2012  | 20 marzo 2013     |             |
| Borut Pahor    |              | Janez Janša     | Partito Democratico Sloveno                   | 2011                                    | Janša II         | 10 febbraio 2012  | 20 marzo 2013     |             |
|                |              | Alenka Bratušek | Slovenia Positiva/Alleanza di Alenka Bratušek | 2011                                    | Bratušek         | 20 marzo 2013     | 18 settembre 2014 |             |
|                |              | Miro Cerar      | Partito del Centro Moderno                    | 2014                                    | Cerar            | 18 settembre 2014 | 13 settembre 2018 |             |
|                |              | Marjan Šarec    | Lista di Marjan Šarec                         | 2018                                    | Šarec            | 13 settembre 2018 | 3 marzo 2020      |             |
|                |              | Janez Janša     | Partito Democratico Sloveno                   | 2018                                    | Janša III        | 3 marzo 2020      | 1º giugno 2022    |             |
|                |              | Robert Golob    | Movimento Libertà                             | 2022                                    | Golob            | 1º giugno 2022    | in carica         |             |